# Național-liberalism
Național-liberalismul este un curent politic constituit în secolul al XIX-lea ca expresie a năzuințelor de libertate individuală (Liberalism) și de suveranitate națională.